# سعید عقیقی (مارکسیست)
سعید عقیقی (متولد ۱۳۳۴ کرمانشاه - ۵ اسفند ۱۳۵۸)، دانشجوی مارکسیست دانشگاه رازی کرمانشاه و عضو دانشجویان پیشگام، تشکل هوادار سازمان چریک‌های فدایی خلق ایران بود که در جریان یک آدم‌ربایی مورد ترور و شکنجه قرار گرفت و کشته شد.

## زندگی
سعید عقیقی در سال ۱۳۳۴ در شهر کرمانشاه زاده شد. در سال ۱۳۵۳ وارد دانشگاه رازی کرمانشاه شد و در دانشکدهٔ علوم پایه به تحصیل فیزیک پرداخت. خانوادهٔ عقیقی از خانواده‌های سیاسی بود. پدر سعید در کرمانشاه شخصیتی سرشناس بود و مغازهٔ خواربارفروشی داشت و پدر بزرگش از هواداران محمد مصدق و از کفن پوشان سال ۱۳۳۱ بود. سعید در دانشگاه به فعالیت سیاسی پرداخت و همراه با چند دانشجوی دیگر من‌جمله مهرداد چمنی و عباسعلی تقی‌پور دست به راه‌اندازی تشکیلات دانشجویان پیشگام، شاخهٔ دانشگاه رازی زد. دانشجویان پیشگام کمیته‌ای مخفی بود که شاخهٔ دانشجویی و دانش‌آموزی سازمان چریک‌های فدایی خلق ایران محسوب می‌گشت.

## مرگ
سعید عقیقی، دانشجوی ترم آخر رشتهٔ فیزیک دانشکدهٔ علوم پایهٔ دانشگاه رازی کرمانشاه، روز ۲۰ بهمن ۱۳۵۸ توسط افراد ناشناسی ربوده شد. تا چند هفته نشانی از او نبود تا اینکه جسد تکه‌تکه شده او پیدا شد. شاهدان دیده بودند که سعید در نزدیکی‌های خانه‌اش در خیابان بهار در کرمانشاه منتظر تاکسی بود تا اینکه پیکانی سر رسیده و کسی از آن پیاده شده و با او سلام و احوال پرسی کرده و او را در صندلی پشت نشانده بودند.
پس از چند هفته نامه‌ای را از زیر در به خانه پدر سعید انداختند. مضمون نامه چنین بود که اگر می‌خواهید پسرتان را ببینید به سراب بروید. خانوادهٔ وی به دنبال وی به این منطقه رفتند و جسد او را پیدا کردند. جسد سعید در ۶ اسفند ۱۳۵۸ در کوه‌های سیاه‌کمر در نزدیکی تپه‌های سرآب نیلوفر در شمال غربی شهر کرمانشاه پیدا شد. جنازۀ او نشان می‌داد به وسیلۀ چاقو به قتل رسیده‌است و آثار شکنجه بر روی بدنش مشهود بود. قاتل یا قاتلان، چشم سعید را درآورده، بخشی از اندامش را بریده و بیش از ۲۰ ضربه چاقو به او زده بودند. ترور سعید عقیقی همواره به گروه شیت نسبت داده شده‌است. گروه مزبور نیز هرگز انجام آن را رد نکرده‌است.
خبر قتل سعید عقیقی در شمارهٔ ۴۹ نشریهٔ کار، ارگان سازمان چریک‌های فدایی خلق ایران اعلام شد. مراسم بزرگداشتی نیز در ۸ اسفند سال ۱۳۵۸، ساعت ۲ بعدازظهر به مناسبت سومین روز کشته شدن وی در دانشکدهٔ علوم توسط دانشجویان دانشگاه برگزار شد. نشریهٔ کار در شمارهٔ ۵۴ خود به تاریخ ۲۷ فروردین ۱۳۵۹ در مطلبی برای گرامیداشت سعید عقیقی ترور وی را به «باندهای سیاه درون سپاه پاسداران» و به طور مشخص به گروهی که از آن با نام «گروه تحقیق، به سرپرستی شخصی به نام ملکوتی» یاد کرد نسبت داد که به ادعای این نشریه به «شناسایی و ترور عناصر انقلابی» می‌پرداخته است.

## ترورهای مشابه
البته این ترور نخستین برخورد با مارکسیست‌ها در کرمانشاه نبود. چنانکه پیش از این ۱۱ معلم من جمله هرمز گرجی بیانی و آذرنوش مهدویان در روز ۲۸ مرداد ماه سال ۱۳۵۸ اعدام شده بودند. این ترور سرآغاز موجی از ترورهای دیگر علیه دانشجویان کرمانشاه بود. پس از سعید عقیقی، عباسعلی تقی‌پور دانشجوی سال اول رشتهٔ شیمی و دیگر عضو دانشجویان پیشگام دانشگاه رازی نیز به سرنوشت مشابهی دچار شد و جسدش پس از یک هفته از ربوده شدن در طاق بستان کرمانشاه پیدا شد. همچنین بهروز هاشمی، یکی دیگر از دانشجویان فعال کرمانشاهی که در رشته ریاضی دانشکده علوم کرمانشاه تحصیل می‌کرد و در کرمانشاه به ادارهٔ یک کتابفروشی می‌پرداخت هم اندکی بعد به نحو مشابهی کشته شد. این ترورها و ترورهای مشابه در مورد دانشجویان در شهرهای دیگر، همچنین به عنوان زمینه سازی و مقدمه‌ای برای انقلاب فرهنگی مورد تحلیل و ارزیابی قرار گرفته‌اند.